# États-Unis aux Jeux paralympiques d'hiver de 2014
Les États-Unis participent aux Jeux paralympiques d'hiver de 2014, à Sotchi, en Russie, du 7 au 16 mars 2014. Il s'agit de la onzième participation de ce pays aux Jeux d'hiver, les États-Unis ayant été présents à tous les Jeux.
Sixièmes au tableau des médailles lors des Jeux de Vancouver de 2010, les États-Unis ont grandement accru la taille de leur délégation pour les Jeux de Sotchi. Ils y sont représentés par 80 athlètes (en comptant six guides pour athlètes aveugles ou malvoyants), soit autant que la délégation du pays hôte, la Russie. Il s'agit de la plus grande délégation américaine à ce jour aux Jeux d'hiver. Les Américains participent à l'ensemble des six disciplines sportives au programme.
Autre particularité de la délégation américaine : six athlètes ayant participé aux Jeux d'été de Londres en 2012 participent aux Jeux d'hiver à Sotchi. Il s'agit de Monica Bascio (cyclisme et ski nordique), Allison Jones (cyclisme et ski alpin), Oksana Masters (aviron et ski nordique), Tatyana McFadden (athlétisme et ski alpin), Alana Nichols (basketball et ski alpin), et Aaron Pike (athlétisme et ski nordique). À l'exception de Pike, toutes sont déjà médaillées paralympiques, le plus souvent aux Jeux d'été. La délégation américaine comprend en outre dix-huit vétérans des forces armées.
Les Américains avaient obtenu quatre médailles d'or à Vancouver. Alana Nichols, double médaillée d'or à Vancouver (descente et slalom en ski alpin, assise), est présente à Sotchi pour défendre ses titres. De même, Stephani Victor défend son titre dans le super combiné en ski alpin (assise) ; l'équipe de hockey sur luge également.

## Par discipline

### Curling
Le curling aux Jeux paralympiques est une épreuve mixte, et se pratique en fauteuil roulant. L'équipe américaine, arrivée quatrième au pied du podium à Vancouver, est constituée de Penny Greely, Jimmy Joseph, Meghan Lino, Patrick McDonald et David Palmer.

### Hockey
Aux Jeux paralympiques, le hockey sur luge est un sport mixte en principe, bien qu'en pratique les équipes soient généralement composées d'hommes. L'équipe américaine (dix-sept joueurs) inclut huit des joueurs qui avaient remporté la médaille d'or à Vancouver (Steve Cash, Taylor Chace, Nikko Landeros, Josh Pauls, Greg Shaw et Andy Yohe).

### Ski alpin
La délégation américaine aligne trente athlètes (dont quatre guides pour athlètes aveugles ou malvoyants) en ski alpin. Parmi eux, tous les médaillés de Vancouver : Alana Nichols (deux médailles d'or, une d'argent, une de bronze, assise), Stephani Victor (une d'or, deux de bronze, assise), Mark Bathum (une d'argent, handicapé visuel ; âgé de cinquante-cinq ans aux Jeux de Sotchi), Laurie Stephens (une d'argent, assise), et Danelle Umstead (deux de bronze, handicapée visuelle).

### Ski nordique
En ski nordique, les Américains sont représentés par dix-huit athlètes, dont deux guides pour athlètes aveugles ou malvoyants. La délégation inclut le seul médaillé américain de Vancouver en biathlon, Andy Soule (une de bronze, assis) ; ainsi que Tatyana McFadden, triple médaillée d'or aux Jeux d'été à Londres en athlétisme. Allison Jones (catégorie debout) participe à ses quatrièmes Jeux d'hiver, après avoir également participé à trois Jeux d'été ; elle a notamment à son palmarès une médaille d'or en slalom aux Jeux d'hiver de 2006. Autre figure notable de cette délégation, le lieutenant-commandant Dan Cnossen, membre actif des forces spéciales de la marine américaine, amputé des deux jambes après avoir marché sur un engin explosif en Afghanistan ; il concourt aux épreuves assises, en monoski.

### Snowboard
Pour la première apparition du snowboard aux Jeux paralympiques, les États-Unis sont représentées par dix athlètes : Cristina Albert, Heidi Jo Duce, Megan Harmon, Amy Purdy, Nicole Roundy, Tyler Burdick, Keith Gabel, Dan Monzo, Mike Shea et Evan Strong. Tous sont handicapés des membres inférieurs et concourent debout, cette catégorie étant la seule ouverte lors de ces Jeux.